# Les Troyens
Airs
- « Les Grecs ont disparu... Malheureux Roi » (Cassandre) – Acte I
- « O blonde Cérès » (Iopas) – Acte IV
- « Nuit d'ivresse et d'extase » (Énée, Didon) – Acte IV
- « Vallon sonore » (Hylas) – Acte V
- « Inutiles regrets » (Énée) – Acte V
- « Adieu, fière cité » (Didon) – Acte V

Les Troyens est un opéra en cinq actes d’Hector Berlioz sur un livret du compositeur inspiré de l’Énéide de Virgile. Il fut donné pour la première fois, mutilé de nombreuses manières — les deux premiers actes supprimés, divers morceaux également coupés, le tout étant présenté sous le titre Les Troyens à Carthage — le 4 novembre 1863 au Théâtre lyrique à Paris, sous la direction d’Adolphe Deloffre. La première partie, La Prise de Troie, ne sera créée que le 6 décembre 1890 au Großherzoglichen Hoftheater de Karlsruhe, dans une version allemande, sous la direction de Felix Mottl, à l’occasion de la première représentation intégrale des Troyens en deux soirées (la seconde partie, Les Troyens à Carthage, fut jouée le lendemain 7 décembre).La première intégrale des Troyens en une seule soirée ne fut donnée que le 6 février 1920, au Théâtre des Arts de Rouen.
Deux fragments orchestraux en sont souvent joués indépendamment en concert : la Marche troyenne, et la Chasse royale et orage.

## Contexte

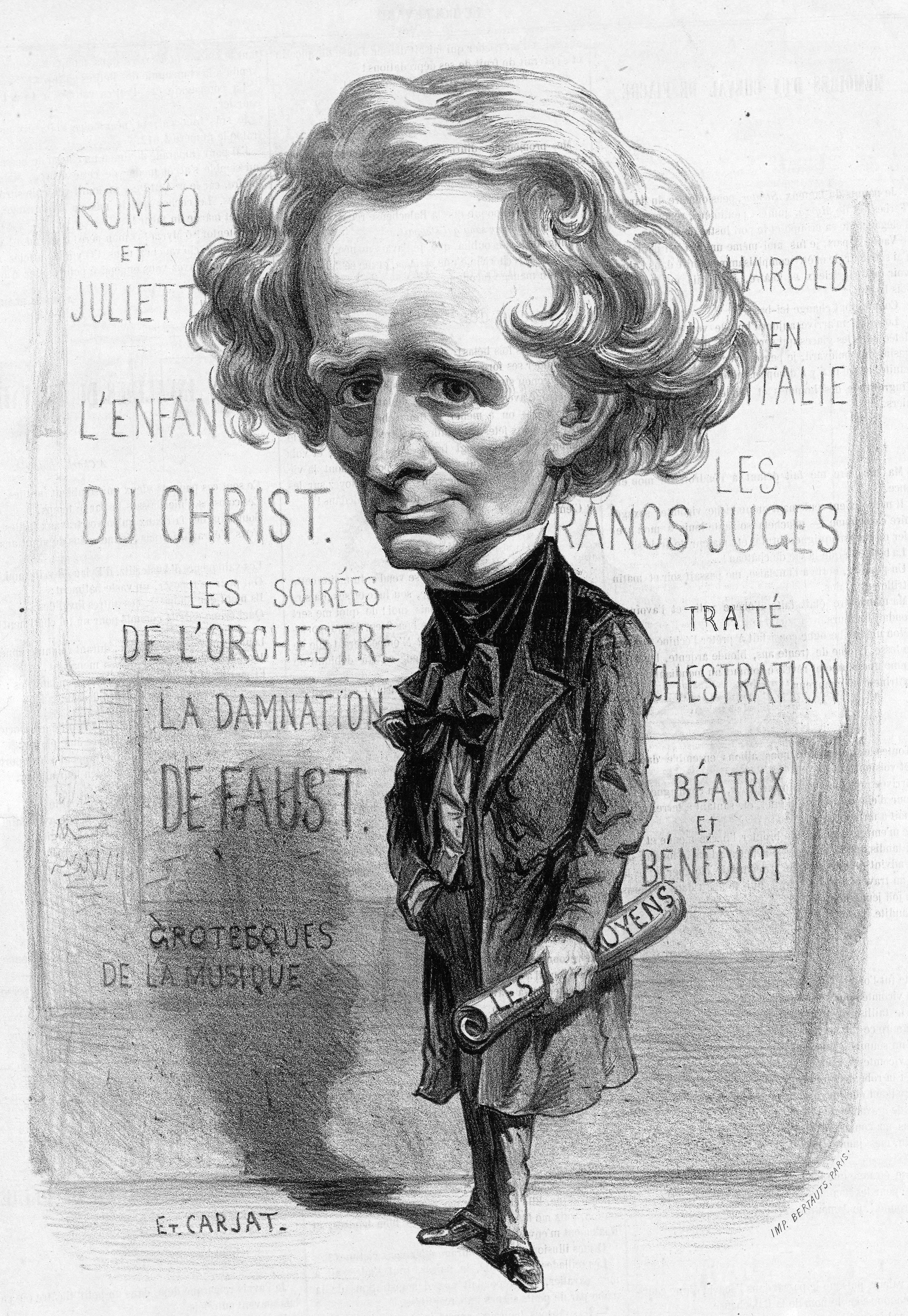
Caricature de Berlioz avec la partition des Troyens en main par Étienne Carjat.

L’échec de Benvenuto Cellini en 1838 avait poussé Berlioz à rechercher d’autres formes d’expression que l'opéra. L'accueil catastrophique de La Damnation de Faust, en 1846, l'avait ensuite découragé d'écrire pour la scène. Dans le chapitre LIX, qui devait achever ses Mémoires, le compositeur note en 1854 :

« Depuis trois ans, je suis tourmenté par l'idée d'un vaste opéra dont je voudrais écrire les paroles et la musique […] Je résiste à la tentation de réaliser ce projet et j'y résisterai, je l'espère, jusqu'à la fin. Le sujet me paraît grandiose, magnifique et profondément émouvant, ce qui prouve jusqu'à l'évidence que les Parisiens le trouveraient fade et ennuyeux. »

Une note, ajoutée en bas de page en 1858, corrige cette douloureuse déclaration :

« Hélas ! non, je n'ai pas résisté. Je viens d'achever le poème et la musique des Troyens, opéra en cinq actes. Que deviendra cet immense ouvrage ?… »

Berlioz explique lui-même les raisons de ce revirement, dans la « postface » de ses Mémoires :

« Me trouvant à Weimar […] chez la princesse de Wittgenstein (amie dévouée de Liszt, femme de cœur et d'esprit, qui m'a soutenu bien souvent dans mes plus tristes heures), je fus amené à parler de mon admiration pour Virgile et de l'idée que je me faisais d'un grand opéra traité dans le système shakespearien, dont le deuxième et le quatrième livre de l'Énéide seraient le sujet. J'ajoutai que je savais trop quels chagrins une telle entreprise me causerait nécessairement, pour que j'en vinsse jamais à la tenter. « En effet, répliqua la princesse, de votre passion pour Shakespeare unie à cet amour de l'antique, il doit résulter quelque chose de grand et de nouveau. Allons, il faut faire cet opéra, ce poème lyrique ; appelez-le et disposez-le comme il vous plaira. Il faut le commencer et le finir. » Comme je continuais à m'en défendre : « Écoutez, me dit la princesse, si vous reculez devant les peines que cette œuvre peut et doit vous causer, si vous avez la faiblesse d'en avoir peur et de ne pas tout braver pour Didon et Cassandre, ne vous représentez jamais chez moi, je ne veux plus vous voir. » Il n'en fallait pas tant dire pour me décider. »

De retour à Paris, Berlioz commence l'écriture du livret et de la partition, achevée le 12 avril 1858 dans une première version, avec ces vers de Virgile en note :
| Quidquid erit, Superanda omnis ferendo fortuna est. | Quoi qu'il arrive, il faut surmonter les revers de fortune en les supportant. |

## Personnages

### Distribution
| Rôle                                                                                    | Voix                          | Interprètes de la création (Les Troyens à Carthage, actes III à V des Troyens) 4 novembre 1863 (direction : Adolphe Deloffre, Hector Berlioz) | Interprètes de la création (Les Troyens, en deux soirées) 6 et 7 décembre 1890 (direction : Felix Mottl) |
| --------------------------------------------------------------------------------------- | ----------------------------- | --- | --- |
| Priam, roi des troyens/Fantôme de Priam (acte V)                                        | basse                         | | |
| Hécube, reine de Troie                                                                  | soprano                       | | Pauline Mailhac                                                                                          |
| Cassandre, leur fille, prophétesse de Troie/Fantôme de Cassandre (acte V)               | mezzo-soprano                 | | Luise Reuss-Belce                                                                                        |
| Helenus, fils de Priam, prêtre troyen                                                   | ténor                         | | Hermann Rosenberg                                                                                        |
| Polyxène, fille de Priam                                                                | soprano                       | | Annetta Heller                                                                                           |
| Chorèbe, un jeune prince d’Asie Mineure, fiancé à Cassandre/Fantôme de Chorèbe (acte V) | baryton                       | | Marcel Cordes                                                                                            |
| Énée, prince troyen, fils de Vénus et d'Anchise                                         | ténor                         | Jules-Sébastien Monjauze | Alfred Oberländer                                                                                        |
| Ascagne, son fils                                                                       | soprano                       | Mme Estagel | Auguste Elise Harlacher-Rupp                                                                             |
| Panthée, un prêtre troyen                                                               | basse                         | Péront | Carl Nebe                                                                                                |
| Fantôme d’Hector (acte II)                                                              | basse                         | | |
| Andromaque, veuve d’Hector                                                              | rôle muet, pantomime (acte I) | | |
| Astyanax, fils d’Hector et Andromaque                                                   | rôle muet, pantomime (acte I) | | |
| Un capitaine grec (acte II)                                                             | basse                         | | Fritz Plank                                                                                              |
| Didon, reine de Carthage, veuve de Sychée                                               | mezzo-soprano                 | Anne Charton-Demeur | Pauline Mailhac                                                                                          |
| Anna, sœur de Didon                                                                     | contralto                     | Marie Dubois | Christine Friedlein                                                                                      |
| Narbal, ministre de Didon                                                               | basse                         | Jules "Giulio" Petit | Fritz Plank                                                                                              |
| Iopas, poète à la cour de Didon (acte IV)                                               | ténor                         | De Quercy | Hermann Rosenberg                                                                                        |
| Hylas, un jeune marin phrygien (acte V)                                                 | ténor                         | Edmond Cabel | Wilhelm Guggenbühler                                                                                     |
| Mercure, messager des dieux (acte IV)                                                   | basse                         | | |
| Deux soldats troyens (acte V)                                                           | baryton, basse                | Guyot, Teste | |
| Troyens, Grecs, Tyriens et Carthaginois, etc.                                           | Chœurs mixtes                 | | |

### Analyse des rôles principaux
Le rôle féminin principal est, aux actes I et II, Cassandre et, aux actes III à V, Didon. Une chanteuse peut chanter les deux rôles, comme cela a été le cas de Régine Crespin pour un disque d'extraits enregistré en 1965 sous la direction de Georges Prêtre. Cependant chaque rôle réclame beaucoup en lui-même, et les mises en scène des Troyens favorisent plutôt l'emploi de deux chanteuses distinctes. Le premier acte est véritablement « l'acte de Cassandre » : dès le départ du chœur de la populace troyenne, le personnage reste constamment sur scène, agissant ou commentant l'action. Le cinquième acte est aussi appelé « l’acte de Didon » : divisé en trois tableaux, il contient le monologue « Ah, ah ! je vais mourir » et l’air « Adieu, fière cité » à la fin du deuxième tableau. La mort de Didon, ses imprécations contre Énée puis son appel final, annonçant la grandeur de la « Rome immortelle ! » sont parmi les scènes les plus célèbres de l’opéra.
Le rôle principal masculin est celui d’Énée, dont l’entrée, « Du peuple et des soldats », est une des plus spectaculaires de tout le répertoire, plus animée encore que celle de l'Otello de Verdi : le ténor arrive en courant, rapporte la mort de Laocoon sur une phrase à la tessiture exigeante, enchaînant immédiatement sur le grand octuor vocal avec double chœur. Son duo avec Didon à l'acte IV, « Nuit d'ivresse et d'extase infinie », et le magnifique septuor qui le précède comptent parmi les pages les plus inspirées de toute la musique lyrique et furent applaudis dès les premières représentations.
L'opéra met en scène Hector et Andromaque d'une manière originale. Andromaque apparaît avec son fils Astyanax à l’acte I, mais pour une pantomime, le chœur étant seul à chanter. Quant à Hector, il intervient au premier tableau de l’acte II sous la forme d’une ombre qui enjoint à Énée de quitter Troie en flammes et de gagner l'Italie en vue d'y fonder une nouvelle Troie (« Ah !… fuis, fils de Vénus »). Cette scène des plus impressionnantes constitue également l'un des sommets de l'œuvre. L'ombre du fils de Priam réapparaîtra au dernier acte pour rappeler à Énée qu'il doit « vaincre et fonder. »

## Orchestre
| Instrumentation des Troyens |
| Orchestre |
| Bois |
| 1 petite flûte, 2 flûtes (la 2de joue aussi la petite flûte), 2 hautbois (le 2d joue aussi le cor anglais), 2 clarinettes (la 2de joue aussi la clarinette basse), 4 bassons |
| Cuivres |
| 4 cors, 2 trompettes à pistons, 2 cornets à pistons, 3 trombones, 1 ophicléide ou tuba                                                                                       |
| Percussions |
| 3 timbales, cymbales, deux paires de cymbales antiques, jeu de triangles, tambour militaire (avec timbre / sans timbre), tambourin, grosse caisse                            |
| Cordes |
| premiers violons, seconds violons, altos, violoncelles, contrebasses, 6 à 8 harpes                                                                                           |
| Musique de scène |
| Bois |
| 3 hautbois |
| Cuivres |
| 2 Trompettes, 2 cornets à pistons, 3 trombones, 1 tuba, 1 petit saxhorn suraigu en Si, 2 saxhorns sopranos en Mi, 2 saxhorns contraltos en Si, 2 saxhorns ténors en Mi       |
| Percussions |
| 2 paires de timbales, plusieurs paires de cymbales (derrière la scène), darbouka, tam-tam (derrière la scène), machine à tonnerre, sistres antiques                          |

## La Prise de Troie

### Acte I
Le camp abandonné des Grecs dans la plaine de Troie
- No 1 : Chœur de la populace troyenne (« Après dix ans passés dans nos murailles »)
- No 2 : Entrée de Cassandre : récitatif (« Les Grecs ont disparu ») 
 et air (« Malheureux roi ! dans l'éternelle nuit »)
- No 3 : Duo de Cassandre et Chorèbe
- No 4 : Marche et hymne des Troyens (« Dieux protecteurs de la ville éternelle »)
- No 5 : Combat de ceste - Pas de lutteurs (Ballet : danses et jeux populaires)
- No 6 : Pantomime : « Andromaque et son fils »
- No 6 bis : Scène de Sinon[8]
- No 7 : Entrée d'Enée : récit (« Du peuple et des soldats »)
- No 8 : Octuor et double chœur (« Châtiment effroyable »)
- No 9 : Récitatif et chœur (« Que la déesse nous protège »)
- No 10 : Air de Cassandre (« Non, je ne verrai pas la déplorable fête »)
- No 11 : Final - Marche troyenne (« Du roi des dieux, ô fille aimée »)

### Acte II

#### Premier tableau
Un appartement du palais d'Enée. Rumeurs de combats au loin
- No 12 : Scène et récitatif (« Ô lumière de Troie »)
- No 13 : Récitatif et chœur (« Quelle espérance encor est permise ? »)

#### Second tableau
Un intérieur du palais de Priam. L'autel de Cybèle est allumé
- No 14 : Chœur des femmes troyennes : prière (« Puissante Cybèle »)
- No 15 : Récitatif et chœur (« Tous ne périront pas »)
- No 16 : Final : air de Cassandre et double chœur (« Complices de sa gloire »)

## Les Troyens à Carthage

### Acte III

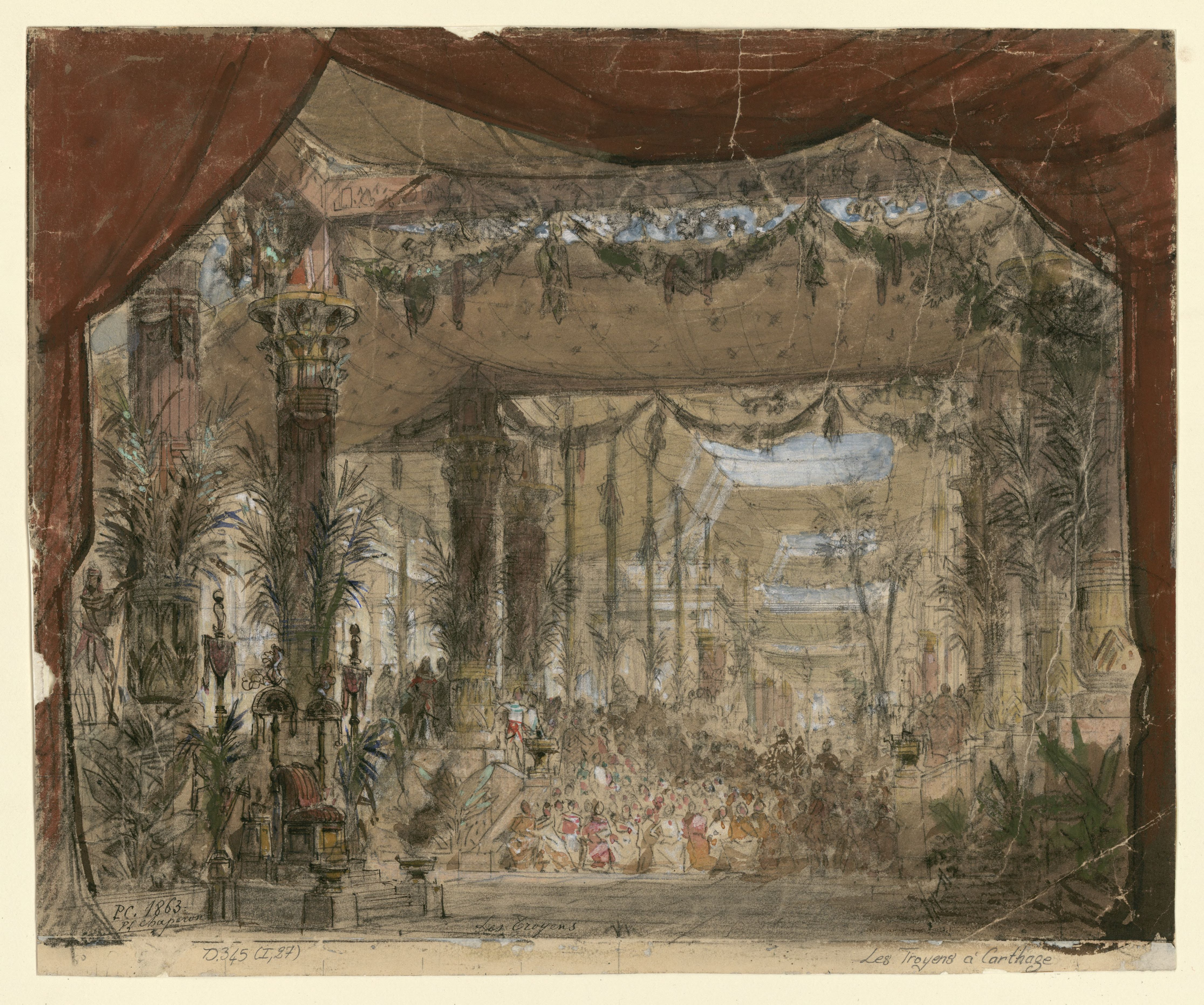
Maquette des décors de l'acte III (1863)

Une vaste salle de verdure du palais de Didon à Carthage
- No 17 : Chœur (« De Carthage les cieux semblent bénir la fête »)
- No 18 : Chant national (« Gloire à Didon »)
- No 19 : Récitatif et air de Didon (« Nous avons vu finir sept ans à peine »)
- No 20 : Ballet : entrée des constructeurs
- No 21 : Ballet : entrée des matelots
- No 22 : Ballet : Entrée des laboureurs
- No 23 : Récitatif et chœur
- No 24 : Duo de Didon et Anna (« Les chants joyeux, l'aspect de cette noble fête »)
- No 25 : Récitatif et air de Didon (« Errante sur les mers »)
- No 26 : Marche troyenne (dans le mode triste)
- No 27 : Récitatif de Didon et Ascagne (« Auguste reine, un peuple errant et malheureux »)
- No 28 : Final (« J'ose à peine annoncer la terrible nouvelle »)

### Acte IV

#### Premier tableau
- No 29 : Chasse royale et orage (pantomime avec chœur)

#### Second tableau

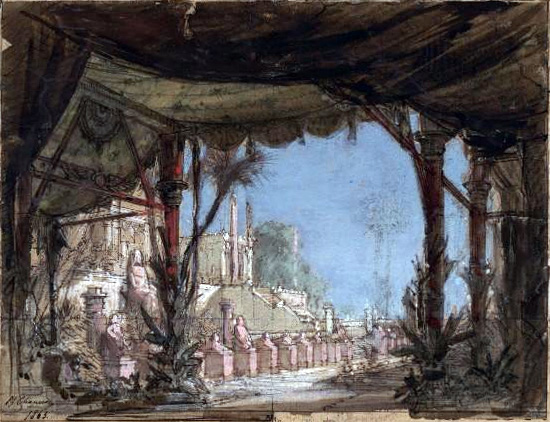
Maquette des décors de l'acte IV : Les jardins du palais de Didon (1863)

Les jardins de Didon sur le bord de la mer. Le soleil se couche
- No 30 : Récitatif d'Anna et de Narbal -
- No 31 : Air (« De quels revers menaces-tu Carthage »), cavatine (« Vaine terreur ! Carthage est triomphante ») et duo (superposition des deux précédents)
- No 32 : Marche pour l'entrée de la reine
- No 33 : Ballet (Pas des almées, Danse des esclaves, Pas d'esclaves nubiennes)
- No 34 : Scène et chant d'Iopas (« Ô blonde Cérès »)
- No 35 : Récitatif et quintette (« Tout conspire à vaincre mes remords »)
- No 36 : Récitatif et septuor (« Tout n'est que paix et charme autour de nous »)
- No 37 : Duo nocturne (« Nuit d'ivresse et d'extase infinie »)

### Acte V

#### Premier tableau

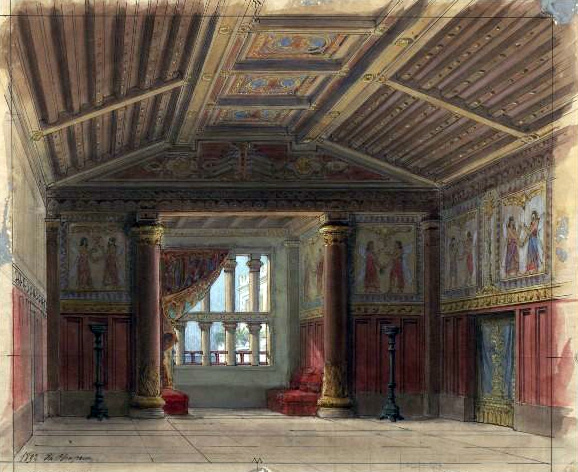
Maquette des décors de l'acte V : Les appartements de Didon (1863)

Le bord de la mer, couvert de tentes troyennes
- No 38 : Chanson d'Hylas (« Vallon sonore »)
- No 39 : Récitatif et chœur des chefs troyens (« Préparez-vous, il faut partir enfin »)
- No 40 : Duo de soldats en sentinelle (« Par Bacchus ! ils sont fous avec leur Italie !... »)
- No 41 : Récitatif mesuré et air d'Enée (« Inutiles regrets »)
- No 42 : Scène (apparition des fantômes) (« Enée !... »)
- No 43 : Scène et chœur (« Debout, Troyens ! éveillez-vous, alerte ! »)
- No 44 : Duo et chœur (« Errante sur tes pas »)

#### Second tableau
Les appartements de Didon. Le jour se lève
- No 45 : Scène (« Va, ma sœur, implorer »)
- No 46 : Scène (« Les Troyens sont partis ! »)
- No 47 : Monologue de Didon (« Ah ! Ah ! je vais mourir... »)
- No 48 : Air (« Adieu, fière cité »)

#### Dernier tableau
Le bûcher, où sont placées les armes d'Énée
- No 49 : Cérémonie funèbre (« Dieux de l'oubli, dieux du Ténare »)
- No 50 : Scène (« Pluton... semble m'être propice »)
- No 51 : Chœur (« Ah ! Au secours ! Au secours ! La reine s'est frappée »)
- No 52 : Imprécation (« Du destin ennemi, l'implacable fureur ») et final (« Rome... Rome... immortelle ! »)
- No 52 : Final primitif[9] - « Fuit Troja ! Stat Roma ! »

## Analyse du livret

### De l'épopée à la tragédie

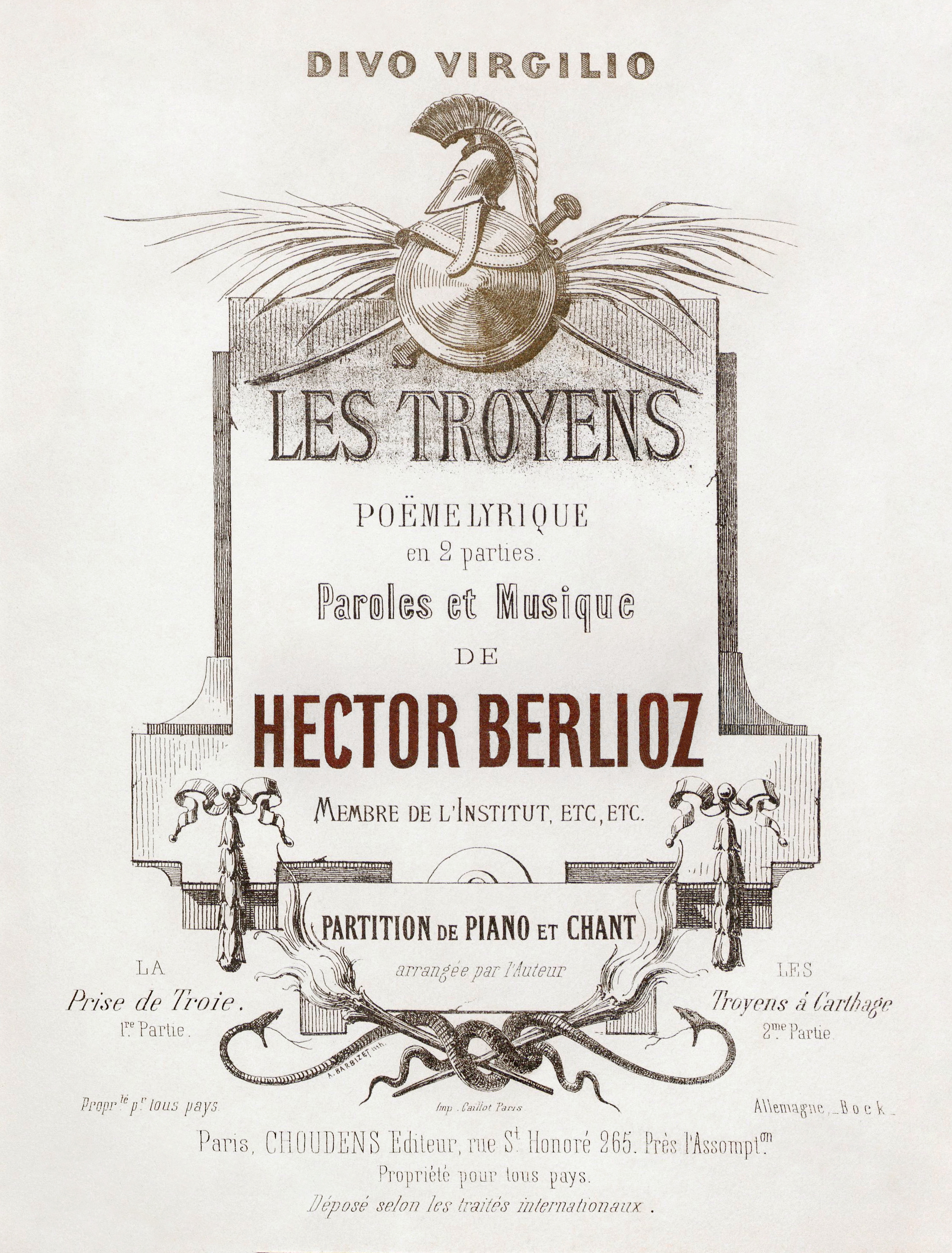
Couverture de l’édition originale de la partition (piano-chant).

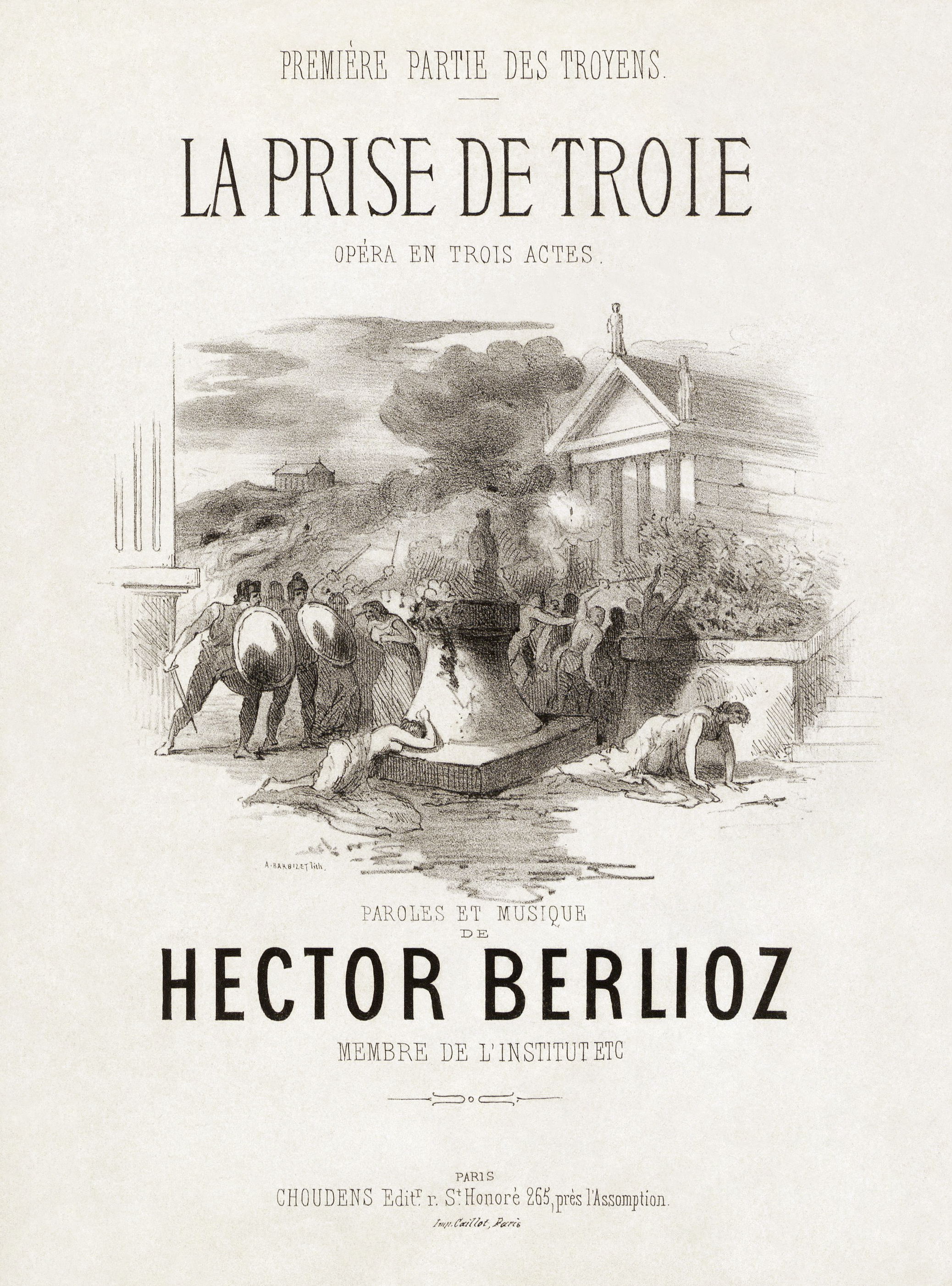
Couverture de la première partie des Troyens, La Prise de Troie.

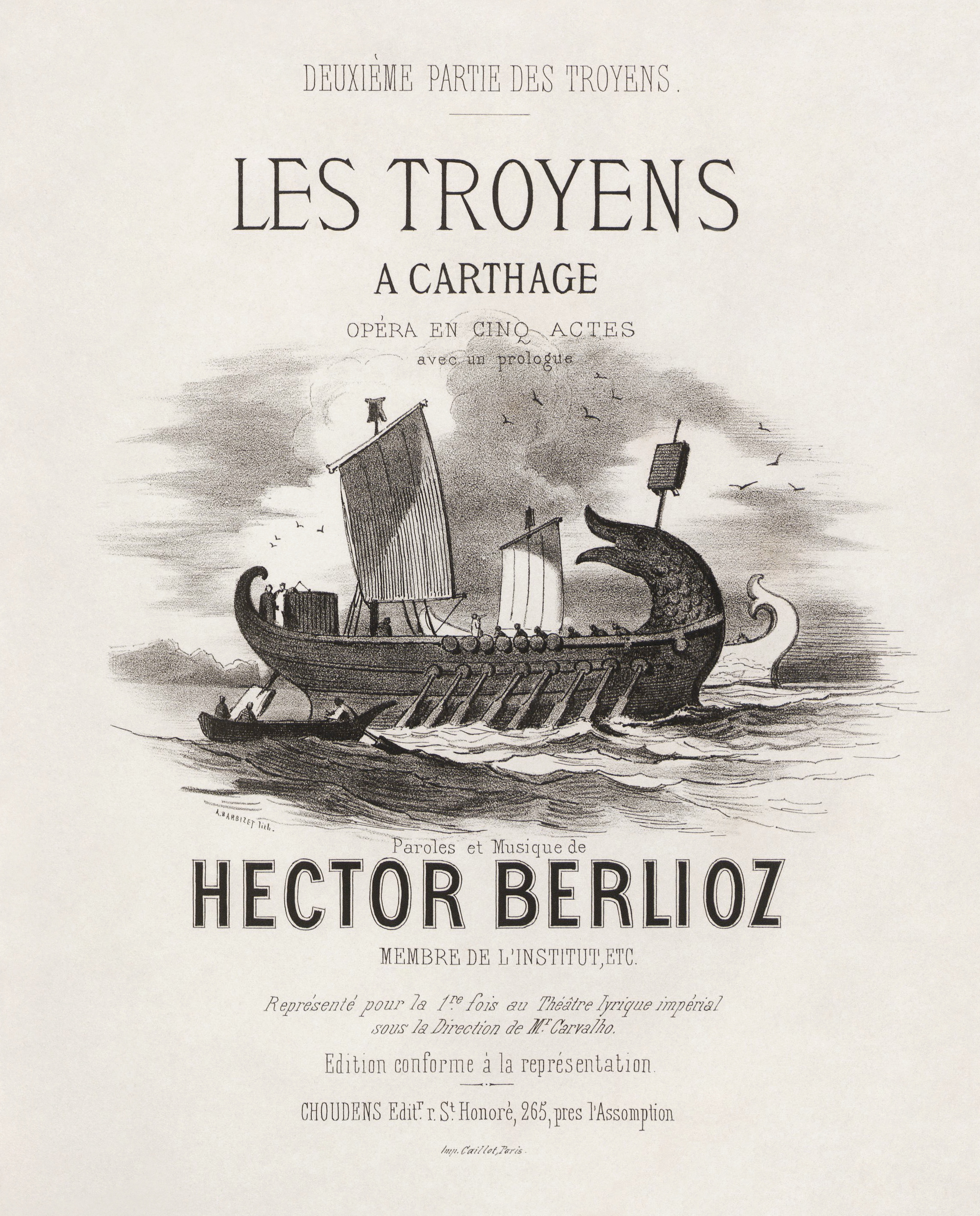
Couverture de la seconde partie des Troyens, Les Troyens à Carthage.

Selon Jean-Michel Brèque, Les Troyens appartiennent au genre de la « tragédie lyrique » par leur sujet, très proche de ceux des chefs-d'œuvre de Gluck et de Rameau au XVIIIe siècle, qui « désertaient les scènes lyriques au début du XIXe siècle ». Le sujet virgilien avait déjà inspiré - entre autres - à Purcell son Didon et Énée (1689), et à Métastase le livret de Didone abbandonata (1724) mis en musique par d'innombrables compositeurs. Cependant Berlioz a tenu à rédiger lui-même son livret, en s'appuyant exclusivement sur le texte latin de l'Énéide (principalement les chants II et IV), dont il avait une connaissance parfaite depuis l'adolescence.
Revenir à un sujet « antique » et au caractère « versaillais » de l'opéra devait apparaître comme une exhumation d'un genre défunt en un temps où triomphait le mélodrame verdien et s'annonçait le drame wagnérien. Berlioz, revenant à ses premières amours musicales et littéraires, était parfaitement conscient de ce décalage avec le goût du public : « L'époque n'était plus à de tels sujets, quand bien même la manière de les traiter eût été résolument moderne ».

### Des alexandrinsclassiques
L'emploi du vers libre, de la rime et des procédés de la rhétorique traditionnelle a été reproché à Berlioz, comme celui d'un vocabulaire poétique considéré comme désuet, sinon obsolète : « hymen », « transports » amoureux, « débris » de Troie pour désigner ses ruines, « travaux » ou « labeurs » pour signifier les épreuves des Troyens et des Carthaginois, expressions qui constituent des latinismes. Jean-Michel Brèque se permet de parler d'« alexandrins d'un autre âge », comparant les vers « les plus médiocres et les plus quelconques, voire les plus plats » du livret à ceux qu'inspirait à Baudelaire un passage célèbre de L'Énéide (chant III, v. 300-305) :
Andromaque, des bras d'un grand époux tombée,

Vil bétail, sous la main du superbe Pyrrhus,

Auprès d'un tombeau vide en extase courbée,

Veuve d'Hector, hélas, et femme d'Hélénus,
au risque de surprendre tous ceux qui connaissent bien ce poème des Les Fleurs du Mal, si souvent commenté.
Certes, ajoute-t-il, Berlioz forge parfois des formules belles et vigoureuses. La séparation de Didon et Énée, en particulier, ne manque ni d'élan ni de noblesse — « L'ordre divin pouvait seul emporter la cruelle victoire » d'Énée, auquel répond
Ne sois pas plus longtemps par mes cris arrêté,

Monstre de piété !

Va donc, va ! Je maudis et tes dieux et toi-même !
S'il est vrai qu'une lecture superficielle du livret comme celle que pratique J.-M. Brèque pourrait conduire à ce genre d'appréciation négative, encore faut-il observer que de nombreux passages sont directement inspirés, sinon « traduits » littéralement de L'Énéide (poème que le compositeur connaissait par cœur depuis l'enfance) — et que le texte de Berlioz est souvent d'une étonnante justesse. Gérard Condé relève par exemple que l'évocation par Ascagne de l'effondrement du palais d'Ucalégon, si frappante, est de Berlioz :
Ô père ! le palais d'Ucalégon s'écroule.

Son toit fondant en pluie ardente coule !
Ces deux vers reprennent exactement les vers latins que Berlioz cite au moment où il entreprend la rédaction de ses Mémoires, au lendemain de la révolution de 1848 : « Jam proximus ardet Ucalegon ! » (Énéide, chant II, v.311-312).
La redécouverte des Troyens, notamment par un public étranger « parmi lesquels les Anglais […] moins sensibles à cet aspect de l'opéra », les représentations et les mises en scène renouvelées ont considérablement modifié l'appréciation du livret en lui-même. Vingt ans après les critiques finalement assez datées de Brèque, André Tubeuf s'émerveille de ces alexandrins « que Corneille aurait pu écrire », la grandeur tragique de Cassandre s'écriant :
C'est le temps de mourir et non pas d'être heureux.
ou l'appel aux armes d'Énée, digne du vieil Horace :
Le salut des vaincus est de n'en plus attendre.

## Création(s) desTroyens
Composés entre 1856 et 1858, Les Troyens ont connu de grosses difficultés pour être montés. L’opéra a dû être divisé en deux parties inégales et intitulées a posteriori La Prise de Troie, d’une heure et demie, et Les Troyens à Carthage, de deux heures et demie. Berlioz n’a vu de son vivant que cette dernière partie, représentée au Théâtre-Lyrique de Paris le 4 novembre 1863. La première partie sera donnée en version de concert en 1879. L’intégrale presque complète a été donnée pour la première fois au Großherzoglichen Hoftheater de Karlsruhe les 6 et 7 décembre 1890. Parmi les raisons invoquées pour la division comptent la longueur de l’œuvre (quatre heures) bien que certains opéras de Wagner atteignent cette durée, et l’importance des moyens mis en œuvre, avec le fameux cheval mais aussi les effectifs orchestraux et choraux. Lors des répétitions qui conduiront à la première représentation, l’originalité de la partition avait décontenancé les interprètes, à qui le directeur du théâtre, Carvalho, avait de surcroît laissé peu de temps afin de pouvoir rentrer plus vite dans ses frais. Les Troyens à Carthage ne rencontrèrent pas l'insuccès ; ils ont même donné lieu à un jugement très positif de la part de Clément et Larousse dans leur Dictionnaire des opéras de 1905, à l'article intitulé paradoxalement « Les Troyens », alors qu'il ne s'agit encore que de l'épisode carthaginois.
La première parisienne date seulement de 1921 ; encore s'agissait-il d'une version abrégée. La première véritable intégrale en une seule soirée n'a été donnée qu'en 1957 à Covent Garden, à Londres, sous la direction de Rafael Kubelík. Elle a été suivie de l'enregistrement de 1969 fait par Colin Davis, édition qui reste toujours de référence, même si la version un peu plus complète de Charles Dutoit, enregistrée en 1994, intègre le prélude des Troyens à Carthage, figurant au début de l'acte III, et la scène de Sinon (acte I), que le compositeur avait choisi de supprimer.

## Coupures et aperçu musical
Dans ses Mémoires, Berlioz nous informe exactement sur les coupures pratiquées lors de la création des Troyens à Carthage à Paris :
1. l'entrée des constructeurs (acte III) ;
2. celle des matelots (acte III) ;
3. celle des laboureurs (acte III) ;
4. l'intermède instrumental Chasse royale et orage (acte IV) ;
5. la scène et le duo entre Anna et Narbal (acte IV) ;
6. le deuxième air de danse (ballets de l'acte IV) ;
7. les strophes d'Iopas (acte V) ;
8. le duo des sentinelles (acte V) ;
9. la chanson d'Hylas (acte V) ;
10. le grand duo entre Enée et Didon : Errante sur tes pas (acte V).

Les raisons de ces coupures tiennent aux conditions, notamment financières, de la création. L'une des coupures les plus regrettables est celle de la Chasse royale et orage.
Sur le théâtre, deux saxhorns jouent en 
, deux autres à 
, et les trombones à 
 trois motifs d'un dessin très clair, et qui ont d'abord été entendus séparément, tandis que, dans l'orchestre, le dessin chromatique des violons s'articule en 
, les bois et les cors donnent un rythme symétrique de mesure en mesure, et les cordes graves jouent un motif de trois noires répétées dans une mesure à quatre temps… La grosse caisse, une nuance plus douce que les timbales, toujours à contretemps, achève de créer l'instabilité dans ce morceau de bravoure de la direction d'orchestre. « C'est confus et génial comme une esquisse de Delacroix », déclarait Albéric Magnard, assistant à la première représentation intégrale des Troyens à Carthage en 1890.

## Analyse
Ferruccio Busoni écrivait : « De la partition des Troyens de Berlioz, j'ai tiré et je tire un grand profit. Comme c'est stimulant ! Quelle richesse ! [...] Berlioz est le seul compositeur qui cherche toujours à inventer quelque chose. À chaque page, il y a quelque chose de nouveau et de surprenant ».

## Carrière desTroyens

### La résurrection
Les Troyens entrent au répertoire de l'Opéra de Paris sous Jacques Rouché en 1921. Lucy Isnardon y incarne une Cassandre « humainement prophétique [aux] accents d'une ampleur tragique et [aux] attitudes d'une poignante extériorisation qui la mettent au premier rang des tragédiennes lyriques ».

## Discographie
Il existe des versions anciennes dues à Willem van Otterloo (enregistrement public du 24 juin 1952 effectué aux Pays-Bas), à John Pritchard (enregistrement public du 10 mai 1960 effectué à Covent Garden) et à Robert Lawrence (New York, 1959-1960 ; le son est de moindre qualité que les précédentes).
- Jean Giraudeau (Énée), Marisa Ferrer (Cassandre et Didon), Charles Cambon (Chorèbe et Narbal), Yvonne Corke, BBC Theatre Chorus, Royal Philharmonic Orchestra, dir. Sir Thomas Beecham. Enregistrement public presque intégral de la version originale en français. 3 CD Somm (juin 1947, ℗ 2010).
- Jean Giraudeau (Énée), Arda Mandikian (Didon), Jeannine Collard (Xavier Depraz, Narbal, Ensemble vocal de Paris, dir. André Jouve, Orchestre de la Société des Concerts du Conservatoire, dir. Herman Scherchen (extraits). 2 CD Tahra (1952 report Emi 1995 et 2006).
- Michel Sénéchal, Margareta Elkins, Chœur et Orchestre... dir....3 CD Gala Socadisc (1952, ℗ 2007 [en anglais].
- Richard Cassillly (Énée), Martial Singher (Chorèbe), Eleanor Steber (Cassandre), Regina Resnik (Didon), John Denissen (Narbal), William Lewis (Iopas), Regina Safarty (Anna), Orchestra and Chorus of the American Opera Society, dir.Robert Lawrance (en anglais). LP Val audio 1959 report CD 2003.
- Jon Vickers, Énée, Blanche Thebom, Didon, Amy Shuard, Cassandre, Jess Walters, Chorèbe, Covent Garden Opera Chorus, Covent Garden Orchestra, dir. Rafael Kubelik. 4 CD (mono) Testament SBT4 1443. Enregistrement public en anglais du 20 juin 1957, ℗ 2009. Première intégrale enregistrée.
- Mario del Monaco, Énée, Fiorenza Cossotto, Didon, Adriana Lazzarini, Cassandre, Nell Rankin Chorèbe, Lino Puglisi, Giulietta Simionato, Choeur et Orchestre de La Scala de Milan, dir. Rafael Kubelik. 3 CD Myto (1960, ℗ 2002) [en italien].
- Joseph Traxel, Énée, Hilde Rössl-Majdan, Cassandre, Hanni Mack-Kossak, Didon, August Messthaler, Erika Winkler, Katarina Selbe, Otto Von Rohr, Chor & Orchester des Süddeutschen Rundfunks, dir. Hans Müller-Kray. 1961. Report 2 CD 501588 Cantus-Line 2012 [en allemand].
- Guy Chauvet (Énée), Régine Crespin (Didon et Cassandre), Noemi Souza (Anna), Victor de Narké (Narbal), orchestre du Teatro Colón de Buenos Aires, dir. Georges Sébastian, enregistré le 26 mai 1964. Report 2 CD Malibran.
- Guy Chauvet (Énée), Régine Crespin (Didon et Cassandre), Jane Berbié (Anna), Ascagne, Jean-Pierre Hurteau (Narbal), Chœur et Orchestre national de l'Opéra de Paris, dir. Georges Prêtre LP EMI studio 1965, extraits. Report 1 CD 1989 et 2003.
- Jon Vickers (Énée), Josephine Veasey (Didon), Berit Lindholm (Cassandre), Wandsworth School Boy's Choir, Chorus & Orchestra of the Royal Opera House, Covent Garden, dir. Colin Davis 5 LP Philips. 1969 report 4 CD Philips Classics 1986.
- Nicolai Gedda (Énée), Shirley Verrett (Didon), Marilyn Horne (Cassandre), Robert Massard (Chorèbe), Rome Opera Chorus & Orchestra, dir. Georges Prêtre. Enregistrement public du 30 mai 1969. 3 CD (stereo) Arkadia 1992 (CDMP 461.4) report OPERA D'ORO 2003.
- Guy Chauvet (Énée), Helga Dernesch, Christa Ludwig, Chor und Orchester der Wiener Staatsoper, dir. Gerd Albrecht. 3 CD Gala 1976 ℗ 1999.
- Gary Lakes (Énée), Deborah Voigt (Cassandre), Françoise Pollet (Didon), Gino Quilico (Chorèbe), Chœur & Orchestre symphonique de Montréal, dir. Charles Dutoit 4 CD Decca 1994 - 2011.
- Ben Heppner, Énée, Michelle de Young, Didon, Petra Lang, Cassandre, Peter Mattei, Chorèbe, London Symphony Chorus, London Symphony Orchestra, dir. Sir Colin Davis 4 CD LSO live 0010 2000.
- Michael Spyres (Énée), Marie-Nicole Lemieux (Cassandre), Joyce DiDonato (Didon), Stéphane Degout (Chorèbe), Chœurs de l'Opéra national du Rhin, Badischer Staatsopernchoir, Chœur philharmonique de Strasbourg, Orchestre Philharmonique de Strasbourg, dir. John Nelson. 4 CD + 1 DVD Warner Music/Erato. Enregistrement public réalisé en avril 2017. Diapason d'or, Choc de Classica, 4F de Télérama, Gramophone Record of the Year, Meilleur enregistrement de l'année 2019 aux Victoires de la Musique Classique.

## Filmographie
- Plácido Domingo (Énée), Jessye Norman (Cassandre), Tatiana Troyanos (Didon), Allan Monk (Chorèbe), Metropolitan Opera Orchestra, Chorus and Ballet, dir. James Levine. 3 DVD Deutsche Grammophon. Enregistrement réalisé en 1983.
- Jon Villars, Énée, Deborah Polaski, Didon et Cassandre, Russel Braun, Chorèbe, Orchestre de Paris, Salzburger Kammerphilarmonie, dir. Sylvain Cambreling. 3 DVD Arthaus Musik 2000.
- Gregory Kunde, Énée, Suzan Graham, Didon, Anna Caterina Antonacci, Cassandre, Laurent Naouri, Chorèbe, Monteverdi Choir, Chœur du Théâtre du Châtelet, Orchestre Révolutionnaire et Romantique, dir. Sir John Eliot Gardiner 3 DVD / Blu-ray Opus Arte 2004.
- Lance Ryan (Énée), Daniele Barcellona (Didon), Elisabete Matos (Cassandre), Gabriele Viviani (Chorèbe), Cor de la Generalitat Valenciana, Orquestra de la Comunitat Valenciana, mise en scène Carlus Padrissa, dir. Valery Gergiev. 3 DVD Unitel Classica 2010-2011
- Bryan Hymel (Énée), Anna Caterina Antonacci (Cassandre), Eva-Maria Westbroek (Didon), Fabio Capitanucci (Chorèbe), Royal Opera Chorus, Orchestra of the Royal Opera House, dir. Antonio Pappano. 3 DVD / Blu-ray Opus Arte 2011.